# Burkhardt Schilling
Burkhardt Schilling (* 5. Februar 1888 in Coburg; † 1957 ebenda) war ein deutscher Pädagoge.

## Werdegang
Schilling war nach Ende des Zweiten Weltkriegs Direktor der Staatlichen Höheren Fachschule für Textilindustrie in Münchberg (Oberfranken). Er war Mitglied (Mitgliedsnummer 510398) des Vereins Deutscher Ingenieure (VDI).

## Ehrungen
- 1952: Verdienstkreuz am Bande der Bundesrepublik Deutschland

## Schriften
- 50 Jahre Tagesunterricht an der Höheren Webschule zu Greiz. – Greiz: Vereinsbuchdruckerei Greiz, 1929